# White Rock II
White Rock II is een muziekalbum van Rick Wakeman.
Wakeman had in 1976 muziek geschreven en gespeeld bij de film over de Olympische Winterspelen 1976. In 1997 werd deze film opnieuw gemonteerd samen met drie andere films (1960, 1964 en 1972). Bij sommige films was nieuwe muziek nodig en Wakeman speelde die met zijn band in. Het album is opgenomen in Bajonor Studio op het eiland Man. Bij uitgifte van dit album werd White Rock, dat al jaren niet meer verkrijgbaar was, opnieuw uitgegeven.

## Musici
- Rick Wakeman – toetsinstrumenten
- Fraser Thorneycroft-Smith – gitaar
- Brad Waissman - basgitaar
- Stuart Sawney – elektronsich slagwerk, geluidstechnicus

## Tracklist
| Nr. | Titel                 | Duur  |
| --- | --------------------- | ----- |
| 1.  | Oriental iceman       | 11:48 |
| 2.  | Ice pie               | 8:54  |
| 3.  | Dancing on snowflakes | 3:07  |
| 4.  | Nine ice groove       | 7:03  |
| 5.  | In the frame          | 3:41  |
| 6.  | Harlem Slalom         | 11:21 |
| 7.  | Frost in space        | 8:10  |